# Florentin Groll
Florentin Groll, auch Florentín Groll, (* 9. August 1945 in Vöcklabruck) ist ein österreichischer Schauspieler, Sprecher und Theaterregisseur.

## Leben
Florentin Groll wurde als Sohn einer Opernsängerin geboren, seine Kindheit verbrachte er in Sankt Gilgen im Salzkammergut, zur Schule ging er in München und Frankfurt am Main. Nach dem Abitur begann er 1965 in Wien ein Studium der Theaterwissenschaft, unter anderem bei Heinz Kindermann.
Zur Schauspielerei kam er zufällig, als sein Freund, der griechische Regisseur Stavros Doufexis, ihm eine Ein-Satz-Rolle anbot. Seinen ersten Bühnenauftritt hatte Groll am Ateliertheater am Wiener Naschmarkt in der österreichischen Erstaufführung der Kleinbürgerhochzeit von Bertolt Brecht. Sein erster Besuch einer Schauspielschule war als Lehrer, unter anderem war er Lehrbeauftragter am Max Reinhardt Seminar in Wien und an der Schauspielschule in Graz. 1967 spielte er am Theater Dortmund und begann ein Studium der Philosophie und Soziologie in Frankfurt am Main, unter anderem bei Theodor W. Adorno.
Ab 1970 spielte er in Bonn, Tübingen, Darmstadt, am Theater am Turm (TAT) in Frankfurt und am Schauspielhaus Düsseldorf. 1979 wurde er ans Wiener Burgtheater engagiert, wo er bis 2010 Ensemblemitglied war. Gastspiele führten ihn unter anderem ans Staatstheater Stuttgart, ans Hamburger Thalia-Theater, ans Wiener Schauspielhaus, zu den Festspielen Reichenau, zu den Sommerspielen Melk und Perchtoldsdorf, zum Theatersommer Haag und zur Sommernachtskomödie Rosenburg. 2019 spielte er in der Bühnenfassung von Unsere Seelen bei Nacht am Theater an der Effingerstrasse die Rolle des Louis, mit Heidi Maria Glössner als Addie. Am Theater Nestroyhof Hamakom verkörperte er Ende 2023 in der Uraufführung von FurchtBlasen mit Birgit Stöger den Vater.
Von 1981 bis 1983 verkörperte er in der Fernsehserie Ringstraßenpalais die Rolle des Dr. Paul Ender, von 1996 bis 2005 spielte er in der Serie Schlosshotel Orth die Rolle des Josef „Sepp“ Thallinger.
Als Regisseur inszenierte er unter anderem am Burgtheater, bei den Festspielen Reichenau und im Palais Auersperg. Neben seiner Tätigkeit als Schauspieler und Regisseur ist er auch als Sprecher für Hörspiele, Dokumentationen und Werbespots tätig, unter anderem war in der österreichischen Fassung von Ein Schweinchen namens Babe (1995) und Schweinchen Babe in der großen Stadt (1998) als Erzähler zu hören.
Florentin Groll ist mit der Schauspielerin und Regisseurin Babett Arens verheiratet.

## Filmografie (Auswahl)

### Als Schauspieler
- 1980: Die Reise ins tausendjährige Reich
- 1981: In Ewigkeit amen
- 1981: Sommergäste
- 1981–1983: Ringstraßenpalais
- 1983: Karambolage
- 1983: Der Waldbauernbub
- 1986: Mit meinen heißen Tränen
- 1986: Der Leihopa – Drum prüfe wer sich ewig bindet
- 1988: Jonathana et la sorcière
- 1990: Wilhelm Tell
- 1991: Othello, der Mohr von Venedig
- 1991: Heldenfrühling
- 1992: Ihr glücklichen Augen
- 1994: Im Schatten des Führers
- 1995: Schwarze Tage
- 1995: Es war doch Liebe?
- 1997: Moritz Kowalsky – Sport ist Mord
- 1998: Die rote Violine
- 2000: Die Nichte und der Tod (Fernsehfilm)
- 2001: Spiel im Morgengrauen
- 2001: Uprising – Der Aufstand
- 2002: Flamenco der Liebe
- 1994–2002: Kommissar Rex (Fernsehserie, drei Episoden, verschiedene Rollen)
- 2002: Julia – Eine ungewöhnliche Frau – Ein neues Leben
- 2004: Da wo die Heimat ist
- 2005: SOKO Kitzbühel – Die Todesquelle
- 2005: Ainoa
- 1996–2005: Schlosshotel Orth
- 2006: Klimt
- 2006: Die Entscheidung
- 2008: Kyselak war da! Graffiti anno 1825
- 2009: SOKO Donau – Die grauen Männer
- 2010: Vier Frauen und ein Todesfall – Blutsbande
- 2010: Schnell ermittelt – Simon Koller
- 2010: Die Wanderhure
- 2011: Das Mädchen auf dem Meeresgrund
- 2012: Sisi … und ich erzähle euch die Wahrheit (Dokumentation)
- 2013: Shirley – Visions of Reality
- 2013: Ausatmen (Kurzfilm)
- 2013: SOKO Donau – Der Heilige der Verdammten
- 2015: Amnesia

### Als Sprecher
- 1995: Ein Schweinchen namens Babe
- 1998: Schweinchen Babe in der großen Stadt
- 2008: Die 4 da – Der Ursuperfan
- 2010: Der zweite Weltkrieg – Hanna Reitsch – Hitlers Fliegerin
- 2013: Universum History – Leidenschaft und Verrat: Oberst Redl – Der Jahrhundertspion
- 2014: Der Anständige
- 2018: Universum History – Apokalypse 1618 – Die Schrecken des Dreißigjährigen Krieges
- 2018: Murer – Anatomie eines Prozesses
- 2025: Projekt Marmor – verdrängt und vergessen

## Hörbücher (Auswahl)
- 2011: Das Fabelbuch, Betz-Verlag Wien/München 2011
- 2012: Machen Sie sich bitte frei: entdecken Sie Ihre Furchtlosigkeit von Uwe Böschemeyer, gelesen von Florentin Groll, ISBN 978-3-99022-056-6
- 2014: Ich weiß nicht, warum ich noch lebe von Fritz Orter, gelesen von Fritz Orter, Florentin Groll und Christina Trefny, Ecowin Salzburg, ISBN 978-3-7110-5126-4
- 2015: Weil ich es dir nicht sagen konnte: vom Schatten des Schweigens zur befreienden Wahrheit von Uwe Böschemeyer, gelesen von Florentin Groll, Ecowin Salzburg, ISBN 978-3-7110-5149-3